# Philipp von Jolly

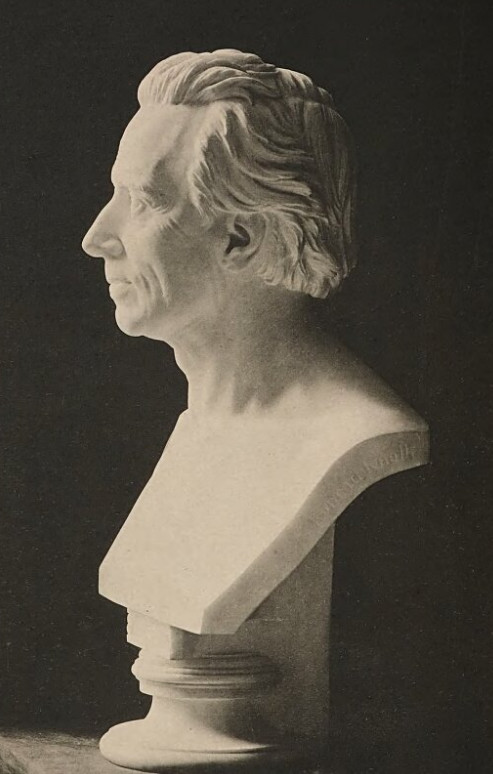
Philipp von Jolly

Johann Philipp Gustav von Jolly, född 26 september 1809 i Mannheim, död 24 december 1884 i München, var en tysk fysiker. Han var bror till Julius Jolly samt far till Friedrich och Julius Jolly.
Jolly blev 1847 professor vid Heidelbergs universitet och 1854 vid Münchens universitet. Han är känd för att ha avrått Max Planck från att studera fysik, då han hävdade att "inom detta gebit finns inget mer att upptäcka".
Jolly konstruerade den efter honom uppkallade formen av lufttermometern, som satte honom i stånd att med en förut ouppnådd noggrannhet bestämma gasernas utvidgningskoefficienter, liksom den vanliga så kallade Jollys fjädervåg, där förlängningen av en spiralfjäder ger ett mått på belastningen. Särskilt uppmärksammade blev Jollys vägningsförsök; han lyckades driva upp vågens känslighet högst betydligt, i synnerhet genom att vid densamma använda spegelavläsning. 
En våg, som han använde vid sina försök över tyngdkraften, gav vid en belastning av varje vågskål med 5 kg märkbart utslag för en övervikt på ena sidan av endast 0,01 mg. Med denna våg bestämde han i ett torn i München tyngdens avtagande med höjden över jordytan genom att väga en flaska innehållande ungefär 5 kg kvicksilver dels vid direkt placering på ena vågskålen, dels då den hängde nedanför vågskålen i en 21 meter lång tråd; viktskillnaden var ungefär 32 mg. 
När i senare fallet en blykula av omkring 1 meters diameter befann sig strax under kvicksilvret, observerades vidare en ökning av dettas vikt med ungefär 0,6 mg beroende på blymassans attraktion. Härur beräknade Jolly (1878) jordens medeltäthet till 5,69 i rätt god överensstämmelse med de resultat, som vunnits enligt andra metoder. Med vågen kunde han vidare påvisa förändringarna i atmosfärens sammansättning.